# Hawkesbury (region)
Hawkesbury är en kommun i Australien. Den ligger i delstaten New South Wales, i den sydöstra delen av landet, omkring 70 kilometer nordväst om delstatshuvudstaden Sydney. Antalet invånare är 65 114.
Följande samhällen finns i Hawkesbury:
- South Windsor
- Richmond
- Scheyville
- Pitt Town
- Bilpin
- Kurrajong Heights
- Clarendon

I omgivningarna runt Hawkesbury växer i huvudsak städsegrön lövskog. Runt Hawkesbury är det ganska glesbefolkat, med 22 invånare per kvadratkilometer. Genomsnittlig årsnederbörd är 1 206 millimeter. Den regnigaste månaden är februari, med i genomsnitt 214 mm nederbörd, och den torraste är juli, med 27 mm nederbörd.